# ドラ・ラチエン
ハインリッヒ・ラチエン（Heinrich Ratjen、1918年11月20日 – 2008年4月22日）は、ドイツの陸上競技選手である。誕生の際につけられた名は、ドラ・ラチエン（Dora Ratjen）といい、この名でも知られている。ラチエンは1936年ベルリンオリンピックでドイツ代表として女子走高跳に出場し、4位に入賞した。しかし、ラチエンは後に男性であることが露顕している。

## 前半生
ラチエンは1918年に、飲食店の店主だったハインリッヒ・ラチエンの5番目の子供として誕生した。誕生に立ち会った助産婦は、最初に「男の子です」と言ったが、新生児の生殖器の外観についてしばらく熟考した末に前言を翻して「女の子です」と告げた。その結果新生児は、当時のドイツで一般的だった女の子の名前で「ドラ」と名づけられた。それからラチエンは女の子として成長したが、父親はラチエンの生殖器の形状に不審を抱いて医師の診断を求めた。その医師は単に「何も治療できない」と言っただけだった。成長するにつれて、ラチエンはスポーツに興味を抱き、早くから学校の走高跳競技に出場している。
17歳になったラチエンは、1936年のベルリンオリンピックでドイツ代表として女子走高跳に出場し、出場選手17名のうち、1m58cmの記録で4位に入賞した。1938年には、ウィーンで開催されたヨーロッパ陸上競技選手権大会の女子走高跳で当時の世界新記録1m70cmを記録して金メダル獲得を果たしている。

## 事件
ヨーロッパ陸上競技選手権大会の終了後、1938年9月21日に事件は起こった。ラチエンはグレーのツーピース、肌色のストッキングに明るい色のパンプスといういでたちで、ウィーンからケルンに向かうために急行列車に乗っていた。その列車の車掌は、その日の昼頃にマクデブルク駅に列車が到着した際、「女装した男が列車に乗車している」と警察に通報した。ラチエンは下車を命じられて、警察の尋問を受けることになった。
ラチエンは自分が女性であることの証明書類を提示したが、しばらく躊躇した後、自ら男性であることを認めて、12時15分に逮捕された。ある内科医が召喚され、検査が終了した後にラチエンの性別は明白に男性であると宣告された。しかしその内科医は、ラチエンの生殖器について「陰茎部分の先端から後部に至るまで裂目状の粗い瘢痕創傷」があると言い、この生殖器の状態では性的交渉は不可能だと所見を述べた。出生時において、陰茎と陰嚢が中間部で分割されているように見え、滞留していた精巣が空洞に隠れていたために、助産婦は外陰部に異常な長さのクリトリスを持った新生児という印象を受けたのだった。

## その後
長期にわたる調査の末に、ラチエンは不正行為にかかわっておらず、むしろナチス・ドイツ当局の強制によって女装して大会に参加させられていた被害者の立場だったことが明らかになった。1939年に、ラチエンは正式に「ドラ・ラチエン」から「ハインリッヒ・ラチエン」と改名し、性別も男性に改めた。ラチエンは故郷のブレーメンに戻り、後に父の経営していた飲食店を継いだ。ラチエンはマスコミの取材を受けず、過去についての問いかけに答えることもなかった。
なお、2009年にはドイツ系ユダヤ人の女子走高跳選手グレーテル・ベルクマンとラチエンをモデルにした映画『Berlin 36』 (Berlin 36) がドイツで製作されている。